# Finale FA Cup 2013
De finale van de FA Cup van het seizoen 2012/13 werd gehouden op 11 mei 2013. Manchester City nam het op tegen Wigan Athletic. Het duel vond plaats in het Wembley Stadium in Londen. Wigan won met het kleinste verschil na een laat doelpunt van invaller Ben Watson. Hij kopte raak uit een hoekschop van Shaun Maloney. Het was de eerste keer dat de club uit Wigan de beker wist te veroveren.
Bij Manchester City speelde de Belgische aanvoerder Vincent Kompany de volledige finale. Het bescheiden Wigan Athletic stond voor de eerste keer in de finale van het Engelse bekertoernooi. Bij Wigan ontbrak de Nederlander Ronnie Stam wegens een blessure. Voor Manchester City, landskampioen in het seizoen 2011/12, kwam met de nederlaag een einde aan een zeer telerustellend verlopen seizoen. City speelde vanaf de 84ste minuut met tien man na de tweede gele kaart voor Pablo Zabaleta.
De duurbetaalde voorhoede van City, met Carlos Tevez en Sergio Agüero, kwam voor de rust nauwelijks in scoringspositie. Doelman Joel Robles kreeg in de beginfase nog wel een afstandsschot te verduren van Yaya Touré, de speler die City in 2011 tegen Stoke City (1-0) aan de FA Cup had geholpen.
Na de pauze toonde Manchester City iets meer dreiging, maar de ploeg van trainer Roberto Mancini bleef slordig in de opbouw en de afronding. Wigan daarentegen bleef in een stunt geloven en kreeg uiteindelijk de beloning: 1-0.

## Finale

### Wedstrijd
|                         |                 |              |                |                                                                                        |
| 11 mei 2013 15:00 UTC+1 | Manchester City | 0 – 1        | Wigan Athletic | Wembley Stadium, Londen Toeschouwers: 86.254 Scheidsrechter: Andre Marriner (Engeland) |
| 11 mei 2013 15:00 UTC+1 |                 | 90+1' Watson |                | Wembley Stadium, Londen Toeschouwers: 86.254 Scheidsrechter: Andre Marriner (Engeland) |

| Manchester City | Wigan Athletic |

| Manchester City: |    |                    |           |
|                  |    |                    |           |
| GK               | 1  | Joe Hart           |           |
| RB               | 5  | Pablo Zabaleta     | 60' 84'   |
| CB               | 4  | Vincent Kompany    |           |
| CB               | 33 | Matija Nastasić    | 75'       |
| LB               | 22 | Gaël Clichy        |           |
| RM               | 21 | David Silva        |           |
| CM               | 42 | Yaya Touré         |           |
| CM               | 18 | Gareth Barry       | 87' 90+2' |
| LM               | 8  | Samir Nasri        | 54'       |
| CF               | 16 | Sergio Agüero      |           |
| CF               | 32 | Carlos Tévez       | 69'       |
| Wisselspelers:   |    |                    |           |
| GK               | 30 | Costel Pantilimon  |           |
| DF               | 6  | Joleon Lescott     |           |
| DF               | 13 | Aleksandar Kolarov |           |
| MF               | 7  | James Milner       | 54'       |
| MF               | 14 | Javi García        |           |
| MF               | 17 | Jack Rodwell       | 69'       |
| FW               | 10 | Edin Džeko         | 90+2'     |
| Coach:           |    |                    |           |
| Roberto Mancini  |    |                    |           |

| Wigan Athletic:  |    |                  |       |
|                  |    |                  |       |
| GK               | 1  | Joel Robles      | 90+3' |
| RB               | 17 | Emmerson Boyce   |       |
| CB               | 33 | Paul Scharner    |       |
| CB               | 3  | Antolín Alcaraz  |       |
| LB               | 18 | Roger Espinoza   |       |
| CM               | 4  | James McCarthy   |       |
| CM               | 16 | James McArthur   |       |
| CM               | 14 | Jordi Gómez      | 81'   |
| RW               | 15 | Callum McManaman |       |
| CF               | 2  | Arouna Koné      |       |
| LW               | 10 | Shaun Maloney    |       |
| Wisselspelers:   |    |                  |       |
| GK               | 26 | Ali Al-Habsi     |       |
| DF               | 5  | Gary Caldwell    |       |
| DF               | 25 | Román Golobart   |       |
| MF               | 8  | Ben Watson       | 81'   |
| MF               | 20 | Fraser Fyvie     |       |
| FW               | 9  | Franco Di Santo  |       |
| FW               | 11 | Ángelo Henríquez |       |
| Coach:           |    |                  |       |
| Roberto Martínez |    |                  |       |

1980 · 1981 · 1982 · 1983 · 1984 · 1985 · 1986 · 1987 · 1988 · 1989 · 1990 · 1991 · 1992 · 1993 · 1994 · 1995 · 1996 · 1997 · 1998 · 1999 · 2000 · 2001 · 2002 · 2003 · 2004 · 2005 · 2006 · 2007 · 2008 · 2009 · 2010 · 2011 · 2012 · 2013 · 2014 · 2015 · 2016 · 2017 · 2018 · 2019 · 2020 · 2021 · 2022 · 2023 · 2024